# アンリ＝ポール・モット
アンリ＝ポール・モット（Henri-Paul Motte、1846年12月13日 – 1922年4月1日）はフランスの画家である。古代からの歴史を題材にした作品を描き、その作品は版画などにされて出版された。モットの作品は長く歴史の教科書の挿絵などに使われた。

## 略歴
パリに生まれた。歴史画やオリエンタリズムの絵画を描いたジャン＝レオン・ジェロームに学び、1874年にトロイの木馬を題材にした作品でパリのサロンにデビューした。サロンに出展する他、美術評論家や挿絵画家としても働いた。モンテカルロの劇場やリモージュの市庁舎の壁画も描き、1893年のシカゴ万国博覧会に大きなサイズの作品を依頼され 、1900年のパリ万国博覧会で、銅メダルを受賞した。フランス芸術家協会のメンバーになった。
1882年にイギリス人の両親を持つパリ生まれの女性と結婚し、9人の子供が生まれ、デンマーク人の家庭教師を含む大家族で、1900年ころからオー＝ド＝セーヌ県のブール＝ラ＝レーヌに住んだ。ブール＝ラ＝レーヌの邸は後に、客を泊めるようになった。
1892年にレジオンドヌール勲章（シュバリエ）を受勲した。
娘の一人は、言語学者のポール・パシーに学ぶためにブール＝ラ＝レーヌのモットの邸に滞在していたイギリスの言語学者のダニエル・ジョーンズと結婚した。

## 作品

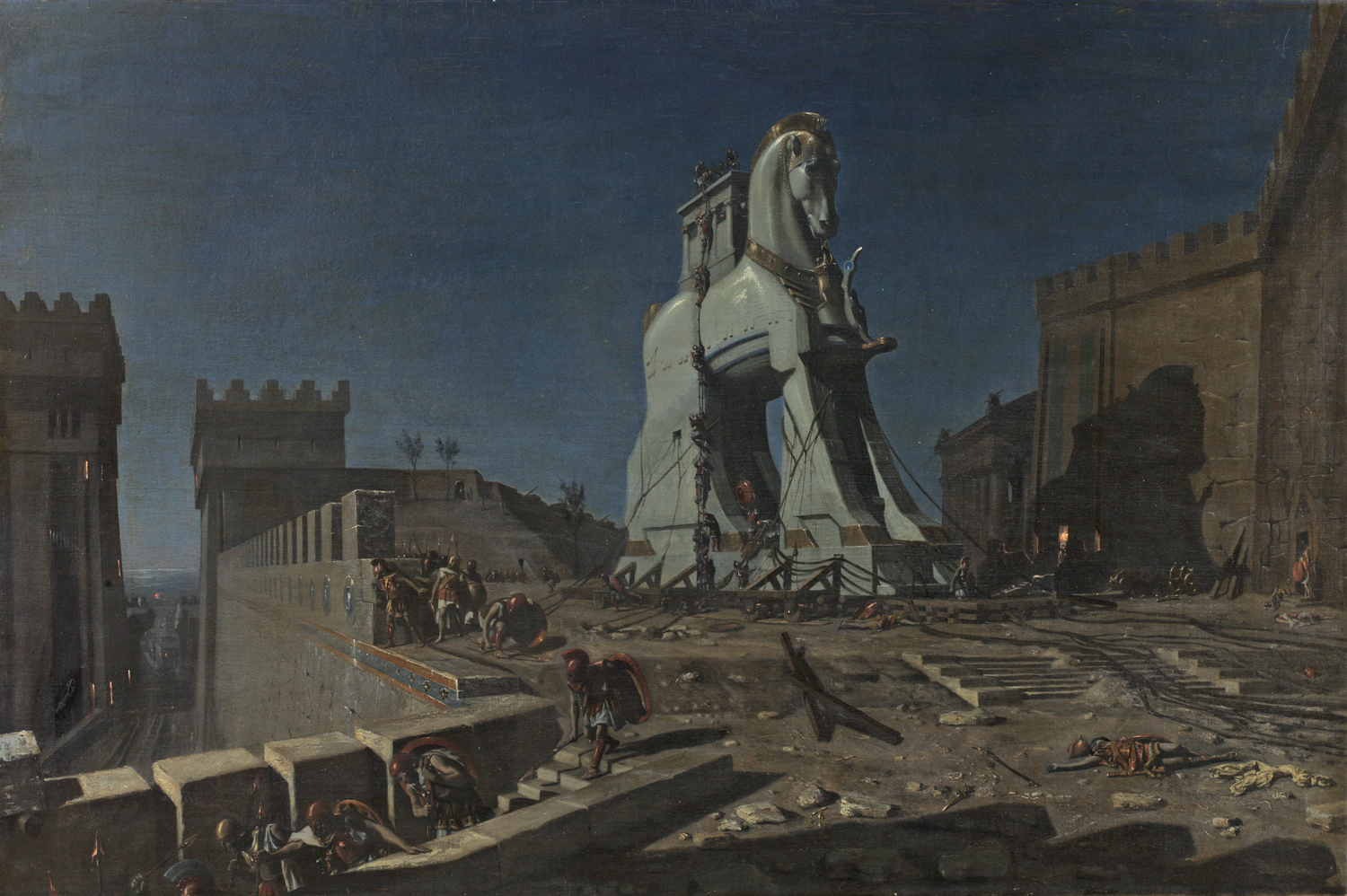
トロイの木馬 (1874)
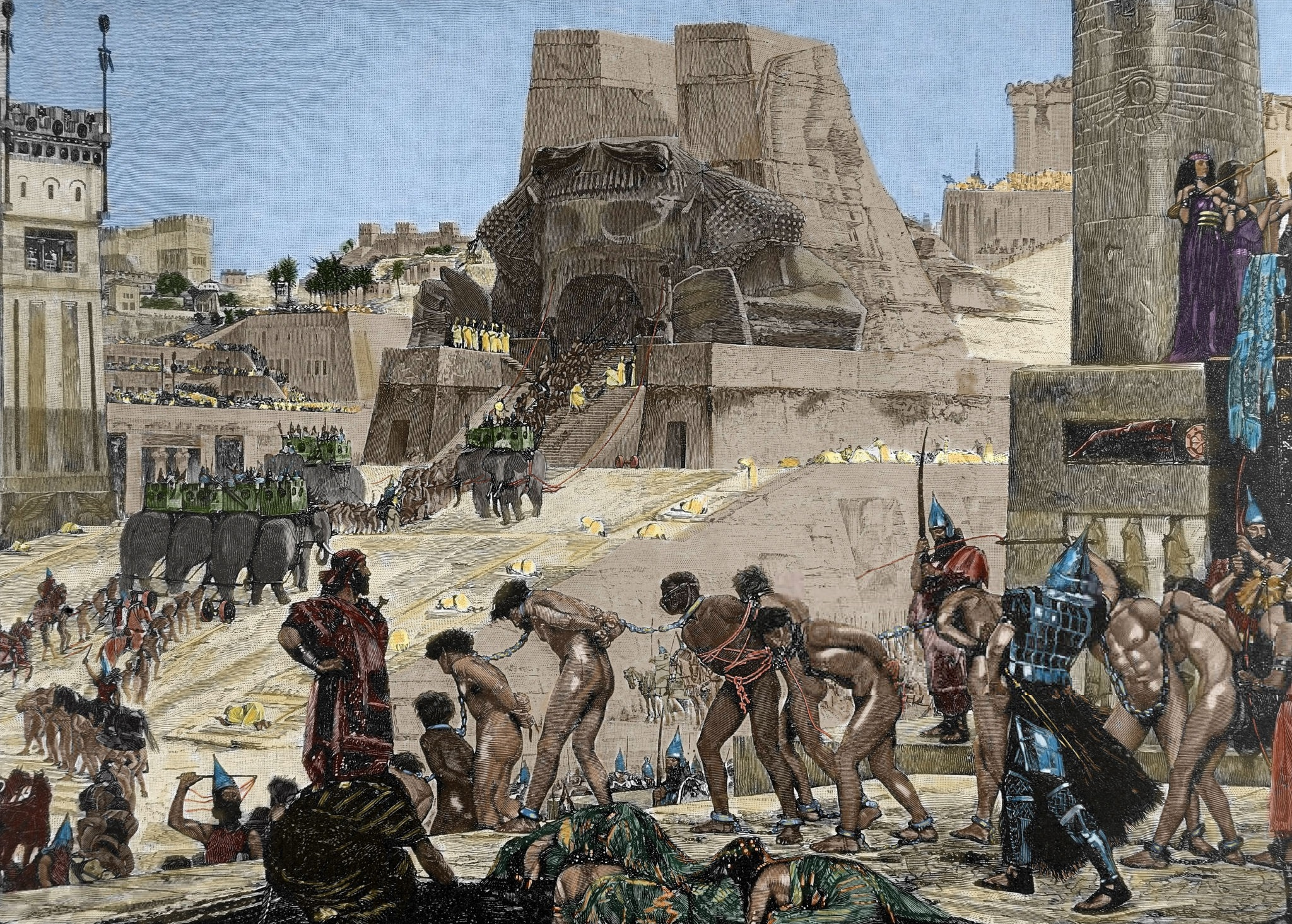
バアル神の神殿に運ばれる捕虜(1876)
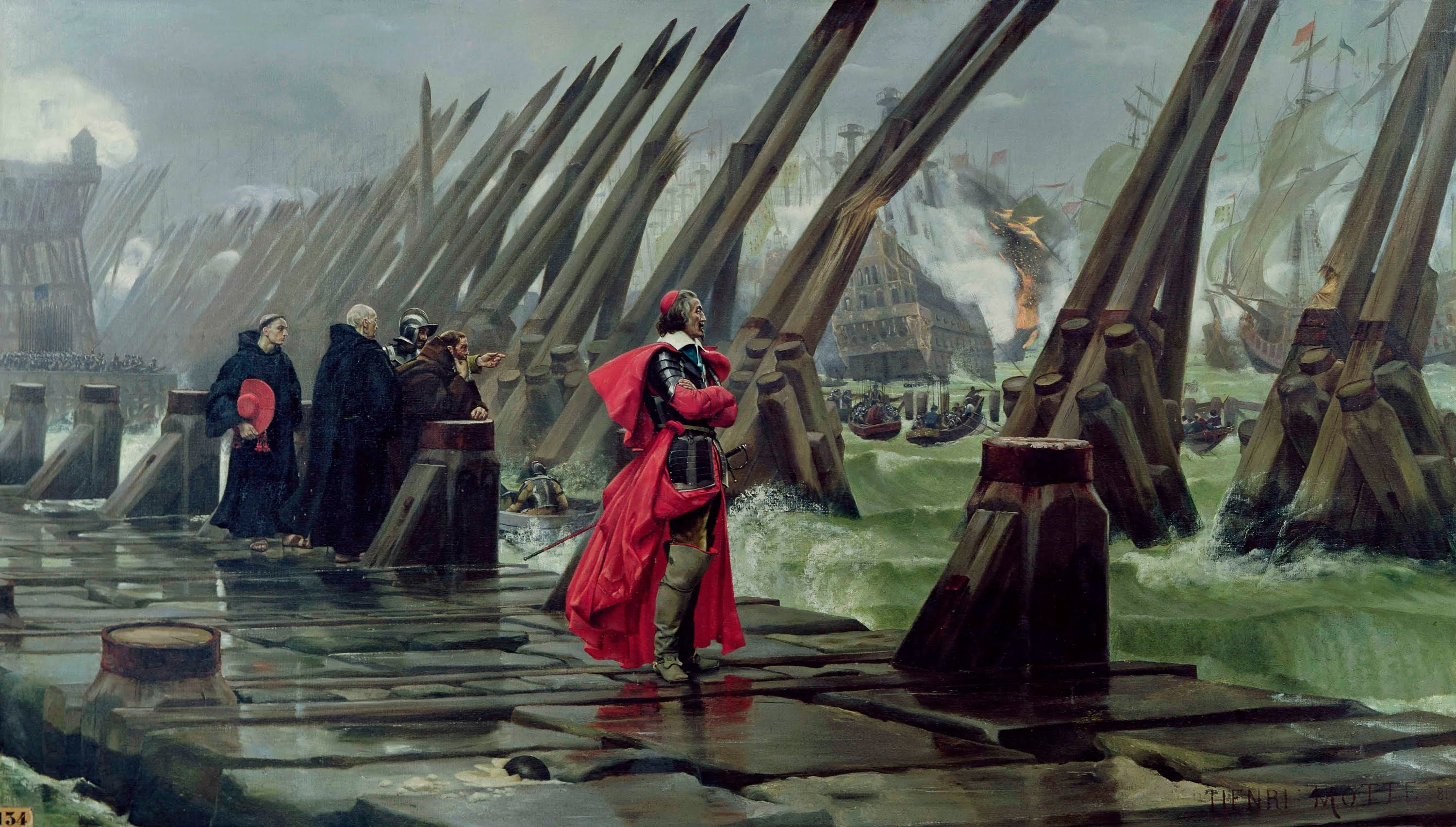
ラ・ロシェル包囲戦
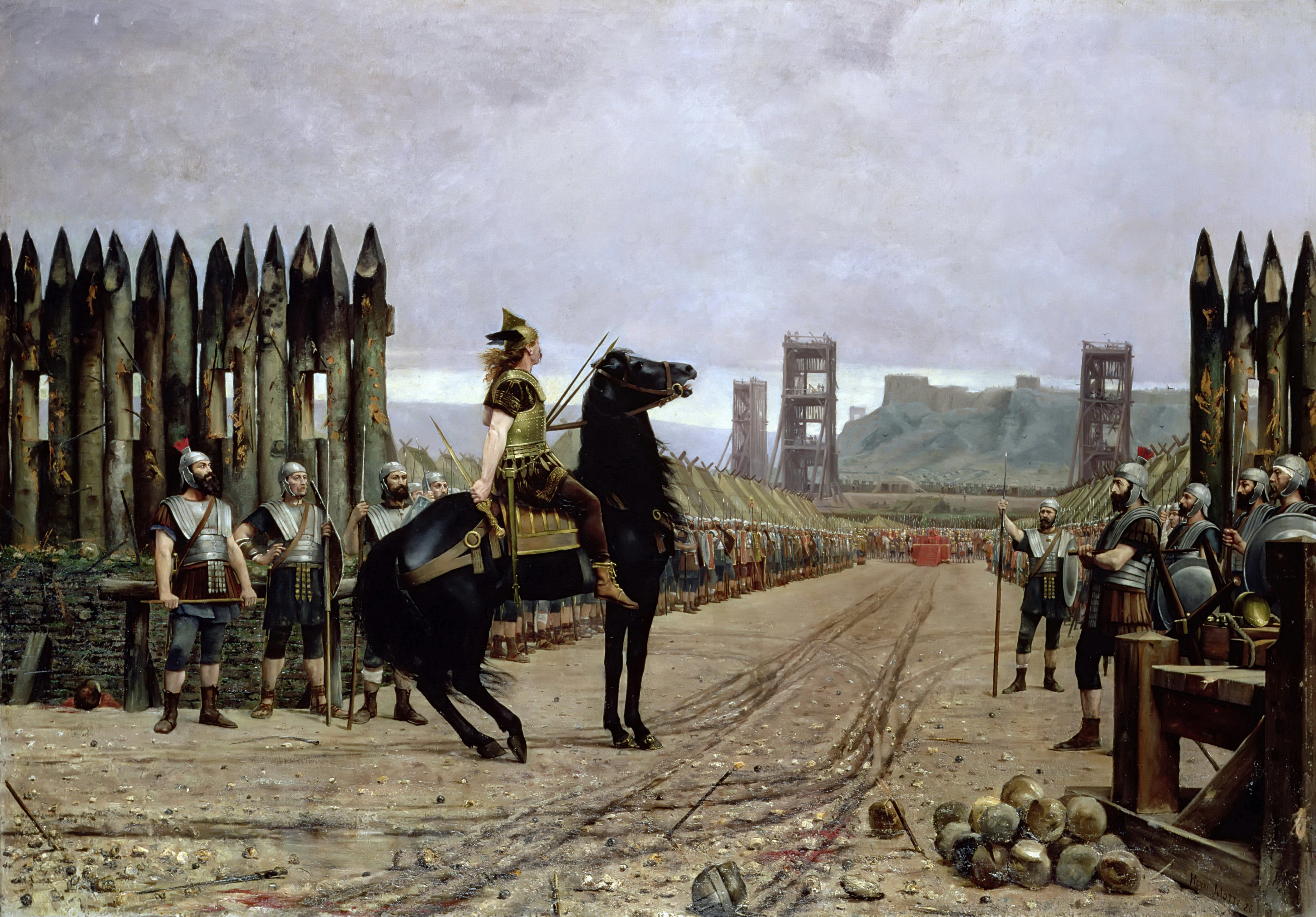
ガイウス・ユリウス・カエサルに投降するウェルキンゲトリクス
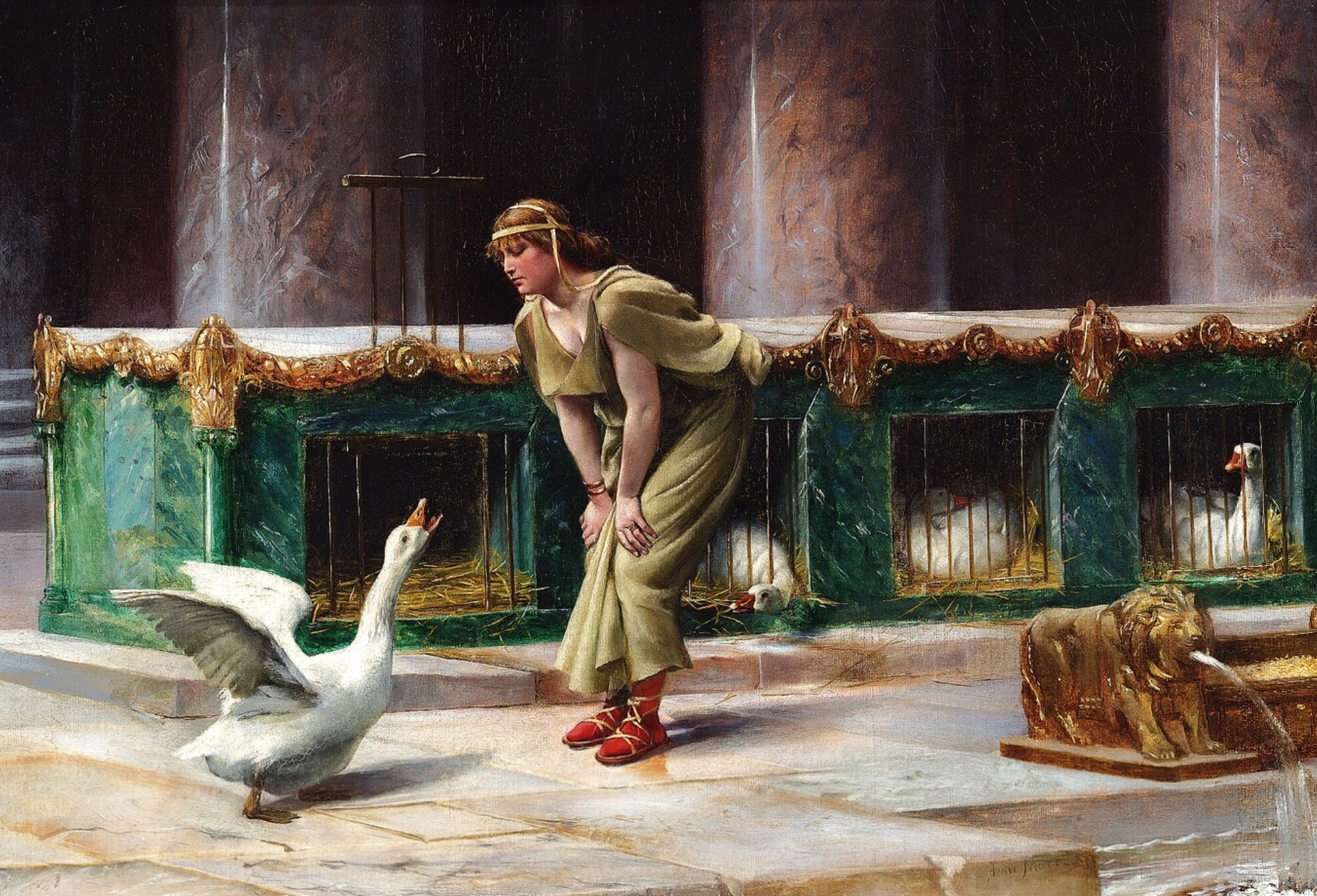
ローマの神殿で飼われる鵞鳥
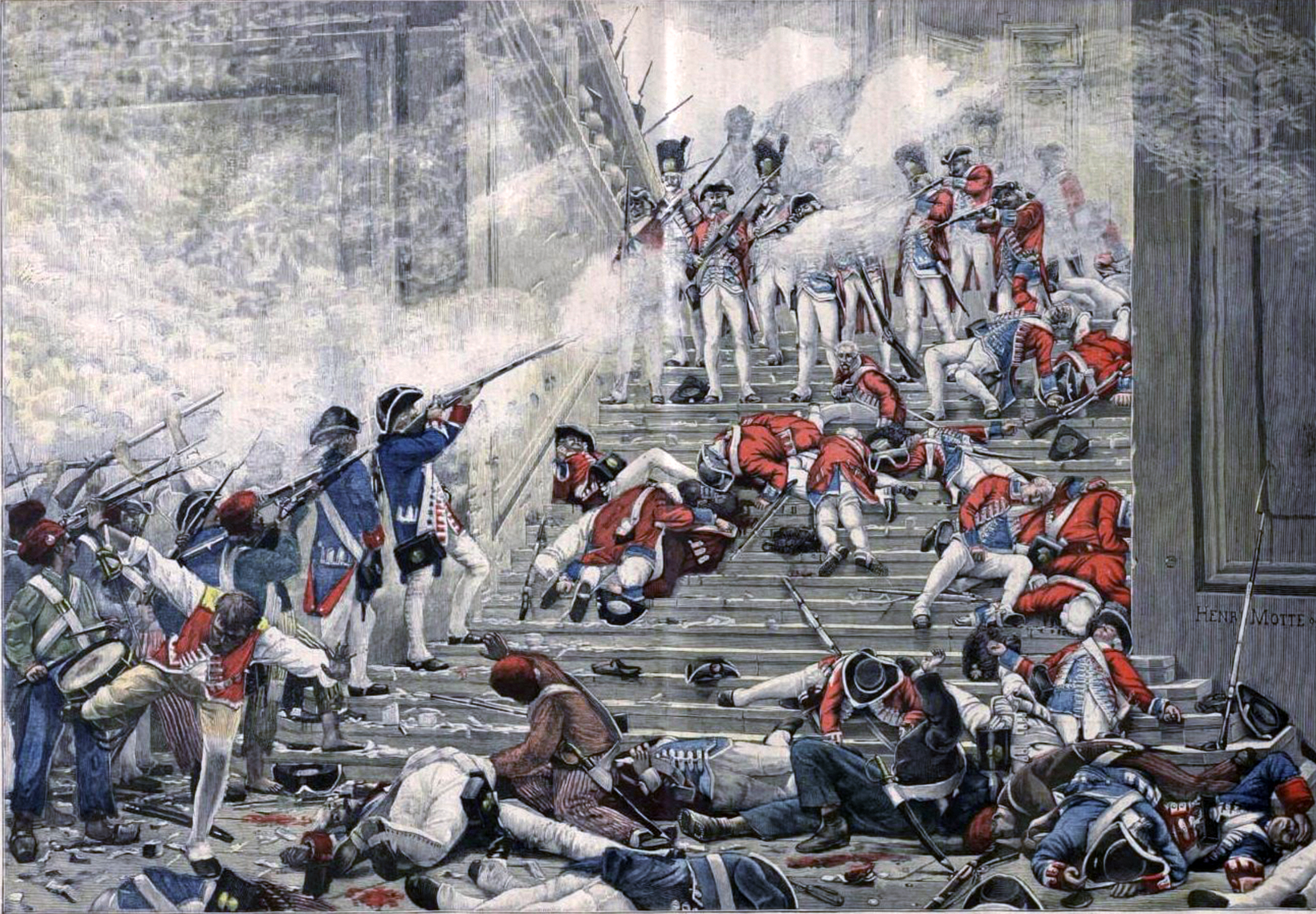
フランス革命でのテュイルリー宮殿襲撃